# Effet Meissner

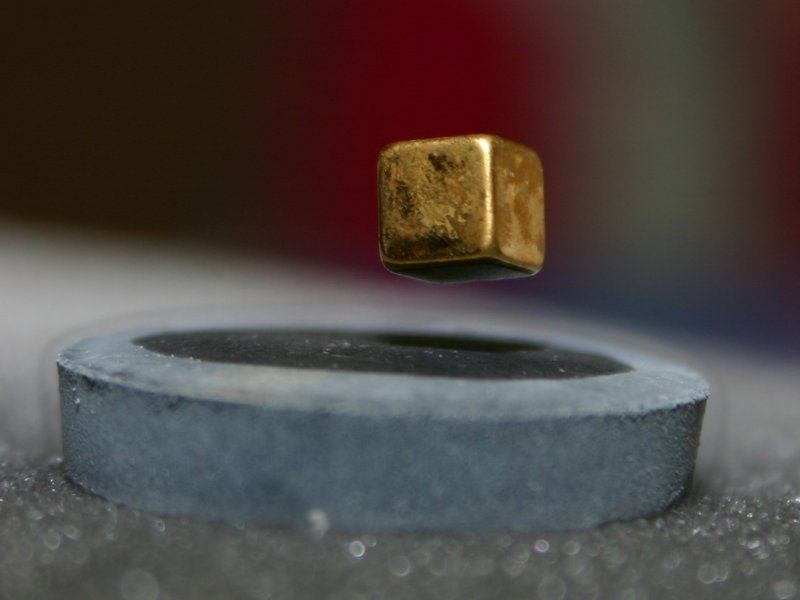
L'effet Meissner résulte de l'expulsion des champs magnétiques par un matériau supraconducteur.

L'effet Meissner, ou effet Meißner (/ˈmaɪs.nɐ/), fait référence au phénomène d'exclusion totale de tout champ magnétique de l'intérieur d'un supraconducteur quand il est porté à une température inférieure à sa température critique. Il a été découvert par Walther Meißner et Robert Ochsenfeld en 1933 et est souvent appelé diamagnétisme parfait ou l'effet Meissner-Ochsenfeld.
L'effet Meissner est l'une des propriétés définissant la supraconductivité et sa découverte a permis d'établir que l'apparition de la supraconductivité est une transition de phase.
L'exclusion du flux magnétique est due à des courants électriques d'écrantage qui circulent à la surface du supraconducteur et qui génèrent un champ magnétique qui annule exactement le champ appliqué. Ces courants d'écrantage apparaissent quand un matériau supraconducteur est soumis à un champ magnétique.
En effet, si l'on refroidit un matériau supraconducteur en présence d'un champ magnétique, le champ est expulsé au moment de la transition supraconductrice. Tandis qu'un matériau hypothétique présentant seulement la propriété de résistance nulle maintiendrait l'intensité (et le sens) du champ magnétique, qu'il aurait possédé lors de la transition, constante en son sein ; tant que cette propriété se maintiendrait. L'effet Meissner est donc une propriété des supraconducteurs qui est distincte de la conductivité infinie. En fait, l'effet Meissner ou diamagnétisme parfait est la propriété caractéristique principale d'un supraconducteur. Mais cela ne peut se comprendre seulement par le fait que la résistance électrique d'un supraconducteur est nulle : les courants de Foucault induits par les mouvements ultérieurs du matériau dans le champ magnétique ne sont pas atténués.
Fritz London a pu décrire l'effet Meissner en postulant que dans un supraconducteur il existe un courant proportionnel au potentiel vecteur électromagnétique {\displaystyle {\vec {A}}}:
{\displaystyle {\vec {j}}_{s}=-K{\vec {A}}}
Cette équation n'est pas invariante de jauge, il faut donc préciser qu'on considère la jauge de Coulomb. En utilisant l'équation de Maxwell-Ampère, on obtient :
{\displaystyle \nabla \wedge {\vec {B}}=-\mu _{0}K{\vec {A}}} en supposant {\displaystyle K>>\omega ^{2}/(\mu _{0}c_{0}^{2})} où {\displaystyle \omega } la fréquence de l'onde électromagnétique et {\displaystyle c_{0}} est la célérité de la lumière dans le vide.
Comme {\displaystyle {\vec {B}}=\nabla \wedge {\vec {A}}}, en utilisant les relations du calcul vectoriel sur le double rotationnel, on trouve :
{\displaystyle \nabla ^{2}{\vec {A}}=\lambda ^{-2}{\vec {A}}}
où {\displaystyle \lambda =1/{\sqrt {\mu _{0}K}}} est une longueur caractéristique. La solution de cette équation est :
{\displaystyle {\vec {A}}(x)=e^{-x/\lambda }{\vec {A}}(0)\Rightarrow {\vec {B}}(x)=e^{-x/\lambda }{\vec {B}}(0)}
dans le cas d'un milieu supraconducteur s'étendant dans le demi-espace {\displaystyle x>0}. La longueur {\displaystyle {\lambda }} est la longueur de pénétration du champ magnétique. Cette équation montre que les champs magnétiques ne pénètrent que la surface des supraconducteurs.
Une autre conséquence de l'effet Meissner est que, puisque les courants électriques (du supraconducteur) génèrent des champs magnétiques tels qu'ils annulent le champ externe, ces courants électriques s'écoulent essentiellement dans sa surface immédiate.
L'équation de London peut se déduire de la théorie de Ginzburg-Landau.